# Újezd (Moravia meridionale)
Újezd è un comune della Repubblica Ceca facente parte del distretto di Znojmo, in Moravia Meridionale.